# Prima doamnă

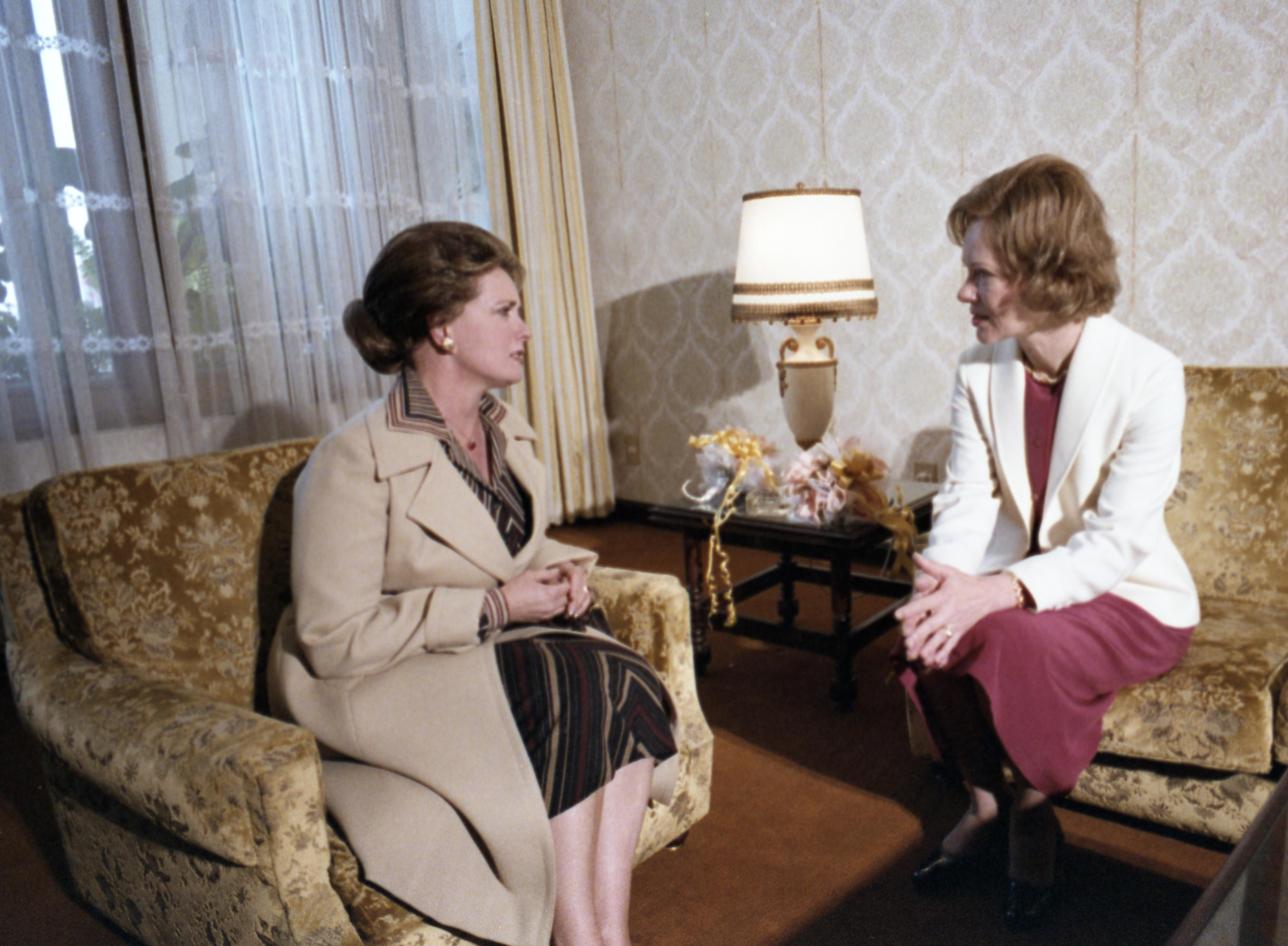
Prima Doamnă egipteană Jehan Sadat o primește pe omoloaga americană Rosalynn Carter la Cairo, pe 8 martie 1979

Prima Doamnă (sau primul domn) este un titlu neoficial folosit de obicei pentru soția/soțul șefului unui stat care nu este o monarhie. Termenul este, de asemenea, folosit pentru a descrie o persoană considerată a fi la apogeul profesiei sau cea mai reprezentativă într-un domeniu artistic (de exemplu: prima doamnă a muzicii).
Titlul a fost folosit și pentru soția unui prim-ministru. De asemenea, a fost folosit pentru a se referi la soțiile conducătorilor entităților federale care alcătuiesc un stat federal.

## Istorie
Cea mai veche utilizare a termenului de „prima doamnă” este cu sensul de persoană remarcabilă sau de rang înalt în domeniul său de activitate. De acolo, termenul a fost preluat pentru a denumi soția președintelui Statelor Unite, iar prima utilizare consemnată cu acest sens provine din 1838 cu referire la Martha Washington, care nu fusese niciodată denumită astfel în timpul președinției lui George Washington.
Prima persoană care a fost numită „prima doamnă” în mod regulat în perioada relevantă pentru acea poziție a fost Harriet Lane, care era nepoata lui James Buchanan, întrucât Buchanan nu era căsătorit.